# 리치 샘보라
리처드 스티븐 "리치" 샘보라(영어: Richard Stephen "Richie" Sambora, 1959년 7월 11일 ~ )는 미국의 기타 연주자로, 본 조비의 일원이었다. 그러나 2013년에 본조비를 탈퇴하였다.